# IceKart Rucphen

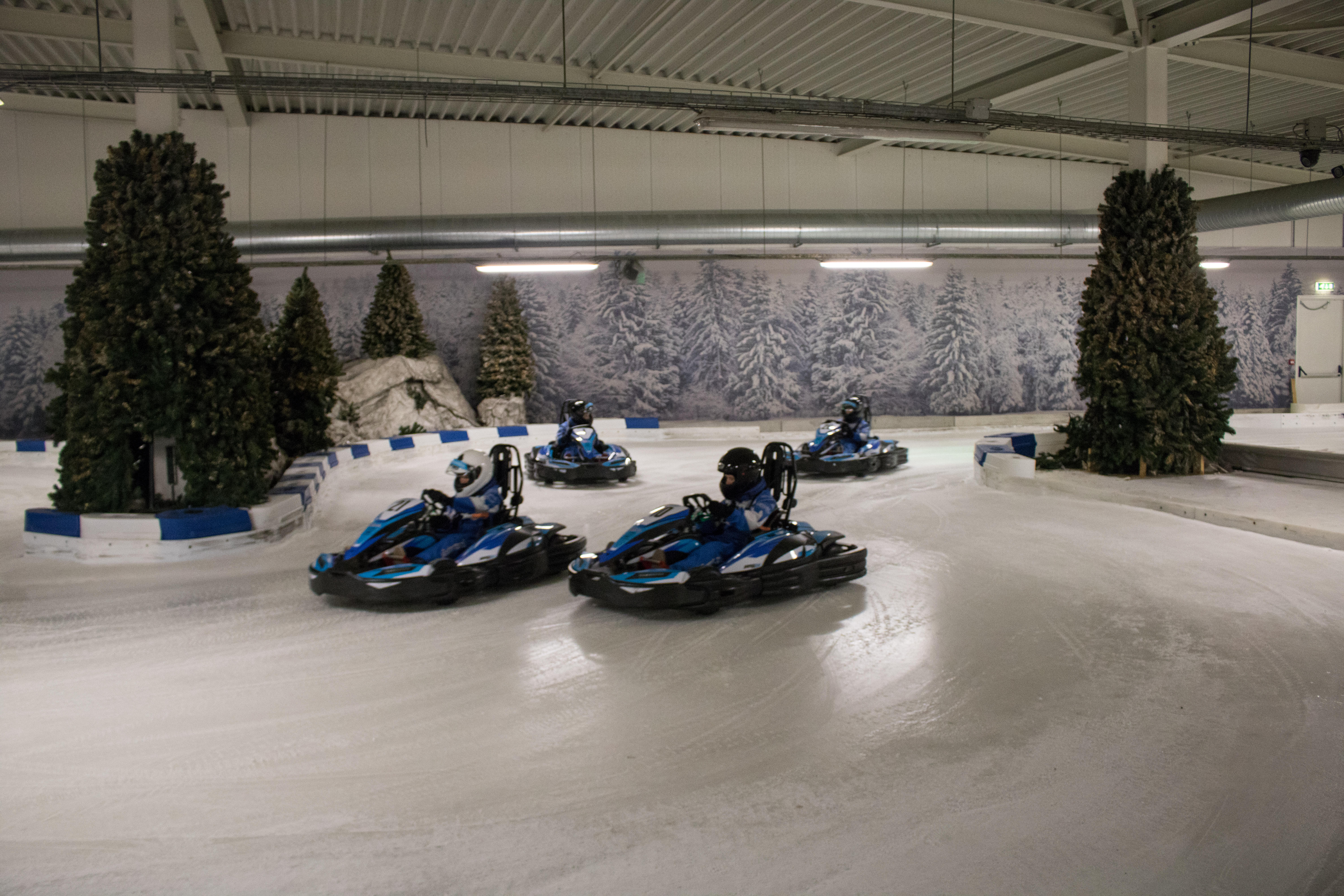
Karten op ijs in speciale icekarts met spikebanden.

IceKart Rucphen is een indoor kartbaan in Rucphen, Noord-Brabant. IceKart Rucphen is gelegen in het pand van SnowWorld Rucphen (voorheen Skidôme) en is opgericht in 2011. IceKart Rucphen maakt onderdeel uit van de SnowWorld Group (voorheen SIS Leisure Group), waar ook SnowWorld Rucphen, SnowWorld Terneuzen en Indoor Skydive Roosendaal onder vallen.

## Verkoop
In februari 2019 nam SnowWorld de SIS Leisure Group over die de indoorskibanen Skidôme Terneuzen in Terneuzen en Skidôme Rucphen in Rucphen bezat, evenals een indoor-skydivehal in Roosendaal.